# Oud-Caberg
Oud-Caberg, en limbourgeois Aajd Kaberg, est un quartier situé dans l'extrême nord-ouest de la ville de Maastricht.

## Toponymie
Les noms Caberg, Caudenbergh ou Couwenberg ont longtemps été utilisés de manière interchangeable. L'origine exacte du toponyme, qui se réfère à une hauteur, n'est pas connue.
Oud-Caberg a porté le simple de nom de Caberg jusque dans les années 1950. Après qu'un nouvel ensemble d'habitations a été construit au sud du village sous le nom de Caberg, le « vieux village » prit le nom de Oud-Carberg (« Vieux Caberg »). Dans les années 1970, un nouveau quartier fut construit dans Oud-Caberg, le quartier paysager Donken. Par conséquent, Oud-Caberg est plus récent que l'actuel Caberg.

## Géographie
Oud-Caberg est se trouve à l'ouest du quartier de Lanakerveld et du quartier industriel de Bosscherveld. Au sud se trouve le quartier de Caberg. À l'ouest se trouve Malberg et, au nord-ouest, la frontière avec la Belgique (commune de Lanaken).
L'ouest de Oud-Caberg est en hauteur, vers Caberg, tandis que le reste du quartier se trouve dans les vallons de Zouwdal et Wandal.

## Histoire

### Préhistoire
Oud-Caberg et Lanakerveld se trouvent dans le vallon fertile de Zouwdal. En 2008, des fouilles menées à Lanakerveld ont permis la découverte d'un établissement de la culture rubanée (± 5000 av. J.-C.). Des traces de passage de la culture de Michelsberg ont également été retrouvées (± 4000 av. J.-C.). De l'autre côté de la frontière, à Lanaken, des fouilles ont également été menée en 2008 et ont permis de découvrir des éléments de l'âge du bronze tardif (1150-850 av. J.-C.). À la briqueterie Klinkers, des éléments de la culture de Hallstatt furent également mis au jour (âge du fer, VIe siècle av. J.-C.), probablement d'origine celte. La proximité de ces sites laisse penser qu'Oud-Caberg a également parfois été habité à la préhistoire.

### Moyen Âge
Le village actuel a probablement pour origine la revalorisation des terres à la fin du Moyen Âge. La première mention du village date du XIIIe siècle. En 1609, le fief Caberg appartenait à Anne van Herckenrode.
Jusqu'en 1794, Caberg faisait partie de la seigneurie de Pietersheim.

### De 1794 à 1920
Après l'arrivée des Français, Caberg fut rattaché à Lanaken. À la séparation des Pays-Bas et de la Belgique en 1839, le village a été intégré, avec Wolder et Nekum, dans la ville néerlandaise de Oud-Vroenhoven.

### Depuis 1920
Oud-Vroenhoven, ainsi que Caberg, a été annexée par Maastricht en 1920.
La Van Akenweg traverse Oud-Caberg depuis la frontière belgo-néerlandaise jusqu'à la Busselsweg. La route prit ce nom en 1923, après le rattachement, et fut nommé d'après Maximilien van Aken (1799-1892), qui a vécu dans la ferme blanche située à côté de l'église. Il descend d'un aristocrate maastrichtois qui fit partie des échevins de la ville au XVIe siècle. En 1876, Maximilien van Aken a fait don du terrain pour la construction de l'église, qu'il a également aidé à financer. Un an plus tard, l'église était déjà utilisée.

## Sources
- (nl) Cet article est partiellement ou en totalité issu de l’article de Wikipédia en néerlandais intitulé « Oud-Caberg » (voir la liste des auteurs).